# الحديدة (الرضمة)

تعديل مصدري - تعديل

الحديدة هي إحدى قرى عزلة يحير بمديرية الرضمة التابعة لمحافظة إب، بلغ تعداد سكانها 238 نسمة حسب تعداد اليمن لعام 2004.